# Carlos Reygadas
Carlos Reygadas Castillo (Ciudad de México, 10 de octubre de 1971) es un director de cine mexicano, galardonado con el Premio del Jurado en el Festival de Cannes 2007 y el Premio al Mejor Director en el Festival de Cannes 2012. Ha dirigido Japón, Batalla en el cielo, Luz silenciosa, Post Tenebras Lux y Nuestro tiempo.

## Biografía

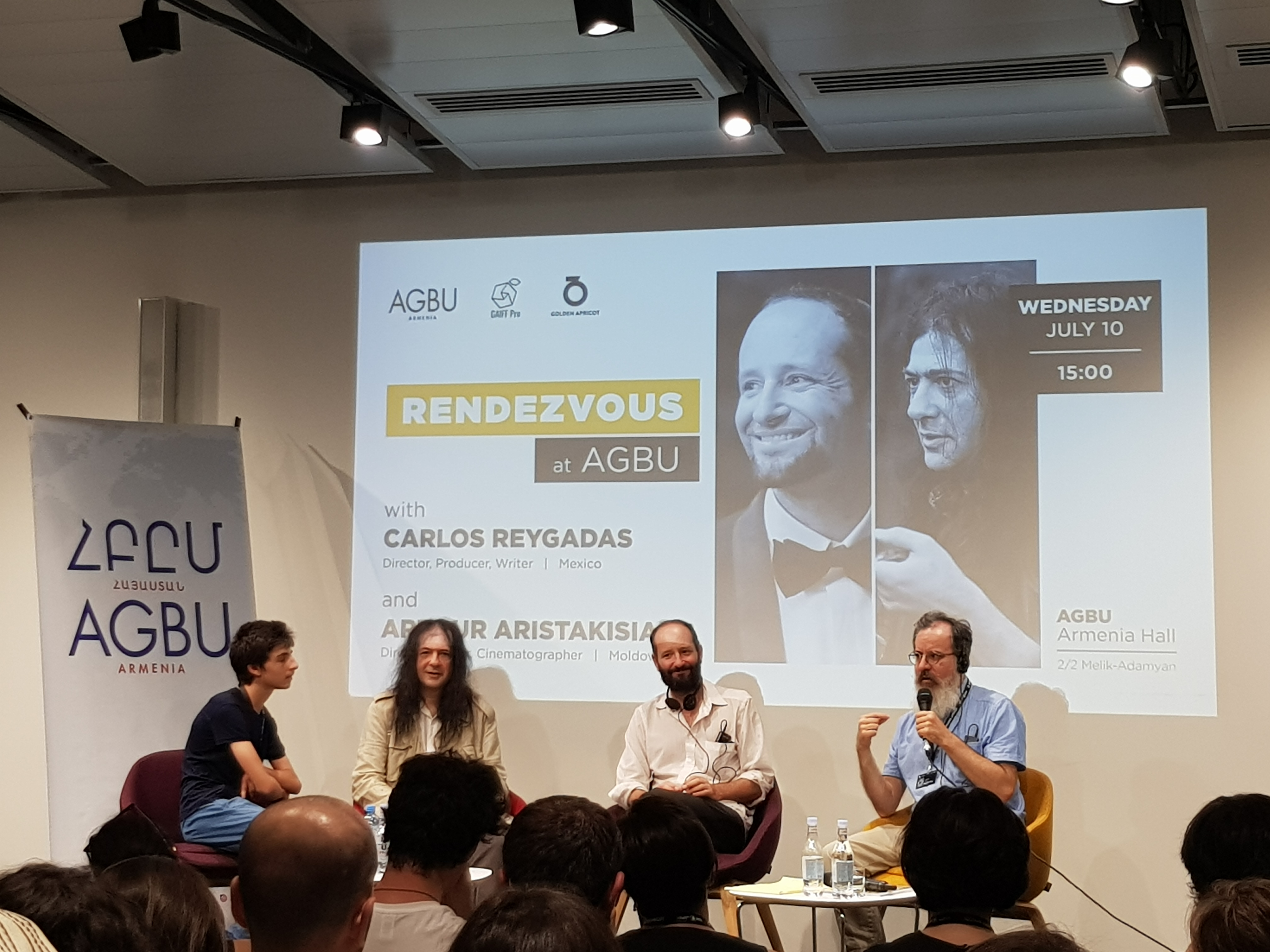
Entrevista con Carlos Reygadas y Artour Aristakisian en 2019.

Es abogado por la Escuela Libre de Derecho con maestría en Derecho de Conflicto Armado y Uso de la Fuerza en el King’s College de Londres. Durante un breve periodo fue miembro del Servicio Exterior Mexicano. Precisamente en ese tiempo y al estar viviendo en Nueva York decide sobre su verdadera vocación y toma la decisión de perseguir una carrera cinematográfica en Bélgica, donde había residido anteriormente, y a finales de los años 90 dirige los cortometrajes Adulte, Prisonniers, Oiseaux y Maxhumain; con sus propios recursos y de forma autodidacta inicia su desarrollo profesional y confirma su pasión por hacer cine, la cual ya se manifestaba desde que era muy joven, más como un modo de vida que como un nuevo oficio.
Posteriormente en el 2000, fundó su productora NoDream Cinema y reunió a un equipo de debutantes en largometraje y filmó su ópera prima, Japón. La película fue financiada por el Hubert Bals Fund y presentada en el Festival Internacional de Cine de Róterdam en 2002. Ahí mismo fue invitada a la Quincena de Realizadores del Festival de Cannes, donde recibió una Mención Especial de la Cámara de Oro.
En 2005 estrenó en la competencia del Festival de Cannes su segunda película, Batalla en el Cielo. En el mismo festival, en 2007, fue galardonado con el Premio del Jurado por Luz Silenciosa y en 2012 con el de Mejor Director por Post Tenebras Lux. En 2018 estrenó en la competencia de la Bienal de Venecia Nuestro tiempo.
Coprodujo las películas de Amat Escalante, Sangre (2004), Los Bastardos (2008) y Heli (2013), esta última ganadora del Premio a Mejor Dirección en el Festival de Cannes en ese mismo año.
Adicionalmente, creó junto con Mantarraya producciones y la Escuela Superior de Cine, la distribuidora de cine NDMantarraya.  
En 2016 la editorial mexicana anDante publicó Luz, un libro de arte que recopila los storyboards íntegros de cuatro de sus largometrajes, una selección de los guiones de rodaje, con apuntes y notas manuscritas, un texto del autor y ensayos de artistas de diversas disciplinas que discurren en torno al cine de Reygadas: un arquitecto, Alberto Kalach; un fotógrafo, Roberto Salbitani; un poeta, Alberto Blanco; un cineasta, Nuri Bilge Ceylan.
Previamente y alrededor de 2011 fundó los estudios de postproducción, Splendor Omnia donde hasta la fecha participa activamente y ha coproducido películas de otros realizadores. En 2021 Splendor Omnia ha cobrado mayor relevancia ya que fue el estudio donde se realizó la mezcla de sonido de la reciente película ganadora del Óscar a Mejor Sonido Sound of Metal'.

## Cinematografía
Su ópera prima Japón (2002), se sitúa en un pueblo rural de Hidalgo, México, donde un hombre quien recién abandonó la Ciudad de México se prepara para su muerte. En el corazón de una barranca inmensa encuentra hospedaje en casa de una vieja viuda. Frente a la potencia de la naturaleza que lo rodea y la infinita humanidad de la mujer, los adormecidos sentidos del hombre emergen de nuevo, despertando su deseo por la vida. La película fue financiada por el Hubert Bals Fund y presentada en el Festival Internacional de Cine de Róterdam en 2002. Ahí mismo fue invitada a la Quincena de Realizadores del Festival de Cannes, donde recibió una Mención Especial de la Cámara de Oro. Adicionalmente se llevó el premio a Mejor Director en el 56.º Festival Internacional de Cine de Edimburgo (EIFF por sus siglas en inglés); y el premio a Mejor Ópera Prima en el 24º Festival Internacional del Nuevo Cine Latinoamericano, La Habana, Cuba, entre otros.
Batalla en el cielo fue su segundo largometraje, narra la historia de Marcos, un chofer mestizo que trabaja para un general en la Ciudad de México y quien secuestra con la ayuda de su mujer a un sobrino del militar, pero desgraciadamente, el bebé muere de forma accidental. Marcos, más frágil de lo que creía, empieza a derrumbarse y acaba confesando lo que ha hecho a Ana, la hija de su jefe, una chica que se prostituye por placer. Ana y la mujer de Marcos intentan, cada una por su lado, ayudarlo, pero es inútil, Marcos se hunde en el abismo y arrastra con él a Ana durante un extraño peregrinaje a la basílica de Guadalupe.
Esta coproducción de Mantarraya Producciones, The Coproduction Office y NoDream Cinema se estrenó en la Selección Oficial en Competencia en el Festival de Cannes de 2005 y recibió el Premio del Jurado en el Festival de Lima del mismo año.
Su tercer largometraje, Luz silenciosa (Stellet Licht), se desarrolla en la comunidad menonita establecida en el norte de México; en Cuauhtémoc, Chihuahua, y cuenta la historia de Johan, un hombre casado que contra las leyes de su fe y creencias tradicionales se enamora de otra mujer. Siendo ésta una comunidad con un sistema de educación propio y un peculiar régimen de libertades civiles, los nuevos sentimientos de Johan le enfrentan a un terrible dilema: traicionar a su esposa y su comunidad o sacrificar a su verdadero amor y futura felicidad.
Dicho trabajo lo hizo acreedor al Premio del Jurado en la edición del 2007 del Festival de Cannes, en el Festival de Lima y en el Festival de Cine Iberoamericano de Huelva, y se estrenó en México el 12 de octubre del mismo año. Esta obra fue galardonada con múltiples reconocimientos, entre ellos, el Premio Coral a Mejor Largometraje, Mejor Director, Mejor Fotografía para Alexis Zabé y Mejor Sonido para Raúl Locatelli en el 29º Festival Internacional del Nuevo Cine Latinoamericano, La Habana, Cuba; y cinco premios Ariel en la 50.ª entrega de los premios Ariel, México: Mejor Película, Mejor Dirección, Mejor Guion Original, Mejor Fotografía para Alexis Zabé y Mejor Coactuación Femenina para María Pankratz.
En el 8º FICM se estrenó Revolución (2010), un trabajo colectivo en el que Reygadas colaboró y que participó con el cortometraje Este es mi reino: una especie de happening sobre la naturaleza de la revolución, en el que reunió a familiares, amigos y colaboradores en una comida en la que poco a poco los invitados van perdiendo el control sobre sus acciones derivando en una exposición sobre las diferencias entre clases sociales y configura la unidad que es México, el caos precedente al signo. Dicho trabajo se presentó entre otros festivales, en la 49° Semana de la Crítica, Cannes, y obtuvo el premio Abrazo a Mejor Largometraje y el Premio del Sindicato Francés de la Crítica de Cine en el 19° Festival de Cine Latinoamericano de Biarritz, Francia.
Su cuarta película, Post Tenebras Lux, relata la vida de Juan y su familia, quienes viven en el campo y, día a día, tienen experiencias nuevas, rodeados de la gente de la comunidad. Sin embargo, no es la historia el móvil ni el sentido de la película, Reygadas va mucho más allá y se introduce en la mente del espectador por el lenguaje cinematográfico.
Con brincos narrativos, una aparición demoníaca que de alguna manera marca inicio y fin, saltos temporales y el uso de un lente que distorsiona la imagen, la narración explora la vida humana y la forma en la que las personas perciben su existencia. El presente, el pasado, el futuro y los sueños, expectativas, temores, fracasos e ilusiones conviven en la misma cinta. Se puede describir como una forma de capturar la manera de operar de la mente humana.
Post Tenebras Lux fue una coproducción entre México, Francia, Alemania y Holanda (al igual que Luz silenciosa) y a pesar de la polémica, lo hizo acreedor al Premio al Mejor Director en el Festival de Cannes 2012. Además ganó Mejor Película y Mención Especial en el 27º Festival Internacional de Cine de Mar del Plata, Argentina; y Mejor Fotografía y Mejor Sonido en el 34º Festival Internacional del Nuevo Cine Latinoamericano, La Habana, Cuba.
Su quinta entrega, Nuestro tiempo (2018), se sitúa en una ganadería de toros bravos en el altiplano de México donde vive una familia. Mientras Ester administra el rancho, su marido Juan, un poeta reconocido, cría y selecciona el ganado. Cuando Ester se enamora de un adiestrador de caballos llamado Phil, la pareja lucha por superar la crisis emocional. La cinta lleva una narrativa regular, a diferencia de su última película.
Nuestro tiempo se estrenó en el Festival Internacional de Cine de Venecia 2018, estuvo nominada adicionalmente en el Festival de Cine Internacional de San Sebastián y fue ganadora como Mejor Película en el Festival Internacional de Uruguay, como Mejor Director en el Festival de Cine de La Habana, Cuba y el Critics Award en el Festival de Cine Internacional de Sao Paulo, Brasil.

## Splendor Omnia
Fundado en 2011, Splendor Omnia es un espacio ubicado 80 km al sur de la Ciudad de México, en Ocotitlán, Tepoztlán, México. Un estudio donde la postproducción es considerada como primordial en la creación de cine. En un aproximado de 10 años llevan más de 86 proyectos, han mezclado películas de Lisandro Alonso, Amat Escalante, Apichatpong Weeresethakul, Josephine Decker, Tatiana Huezo, Joe Swamberg, Michel Franco, Carlos Reygadas y Darius Marder, entre muchos otros. Además han corregido el color de películas como The Mountain de Rick Alverson, Tenemos la Carne de Emiliano Rocha Minter y Nuestro tiempo de Carlos Reygadas.
Dentro de los últimos proyectos destacados se encuentran la ópera prima de la directora georgiana Dea Kulumbegashvili Beginning, la cual fue merecedora de la Concha de Oro en el último Festival Internacional de Cine de San Sebastián, junto a otros tres premios por mejor dirección, mejor guion y mejor actriz con la interpretación de Ia Sukhitashvili. Esta película también fue seleccionada en Cannes 2020 y fue terminada en Splendor Omnia.
En 2021, los mexicanos Jaime Baksht, Michelle Couttolenc y Carlos Cortés Navarrete al lado del ingeniero francés Nicolas Becker y Phillip Bladh se llevaron el premio Óscar al Mejor Sonido por la película Sound of Metal, dicha mezcla fue realizada en Splendor Omnia.

## Filmografía
| Año  | Título original                      | Título en inglés   | País de producción                  | Idioma                         | Duración | Crédito                         | Premios - Nominaciones                                             |  |
| ---- | ------------------------------------ | ------------------ | ----------------------------------- | ------------------------------ | -------- | ------------------------------- | ------------------------------------------------------------------ |  |
| 1998 | Adulte                               | Adulte             | Bélgica                             |                                |          | Director y productor            |                                                                    |  |
| 1999 | Prisonniers                          | Prisonniers        | Bélgica                             |                                |          | Director y productor            |                                                                    |  |
| 1999 | Oiseaux                              | Oiseaux            | Bélgica                             |                                |          | Director y productor            |                                                                    |  |
| 1999 | Maxhumain                            | MaxHumain          | Bélgica                             |                                | 10 min   | Director y productor            |                                                                    |  |
| 2002 | Japón                                | Japón              | México                              | Español                        | 130 min  | Guionista, director y productor | Quincena de Realizadores – "Mención Especial" Premio Cámara de Oro |  |
| 2005 | Batalla en el cielo                  | Battle in Heaven   | México, Alemania y Francia          | Español                        | 105 min  | Guionista, director y productor | Festival de Cannes "Competencia"                                   |  |
| 2007 | Luz silenciosa (alias Stellet Licht) | Silent Light       | México, Francia, Alemania y Holanda | Platt Deutsch (Alemán popular) | 110 min  | Guionista, director y productor | Festival de Cannes "Competencia" Premio del Jurado                 |  |
| 2009 | Serenghetti                          | Serenghetti        | México                              | Español                        | 80 min   | Director y guionista            |                                                                    |  |
| 2010 | Este es mi reino                     | This is my Kingdom | México                              | Español                        | 10 min   | Guionista, director y productor | Berlinale                                                          |  |
| 2012 | Post Tenebras Lux                    | Post Tenebras Lux  | México, Francia, Alemania y Holanda | Español                        | 110 min  | Guionista, director y productor | Festival de Cannes "Competencia" Premio Mejor Director             |  |
| 2018 | Nuestro tiempo                       | Our time           | México                              | Español                        | 173 min  | Guionista, director y productor |                                                                    |  |

## Premios y nominaciones
Festival Internacional de Cine de Cannes
| Año  | Categoría                      | Película          | Resultado |
| ---- | ------------------------------ | ----------------- | --------- |
| 2002 | Camera d'Or - Mención especial | Japón             | Ganador   |
| 2007 | Premio del Jurado              | Luz silenciosa    | Ganador   |
| 2012 | Mejor director                 | Post Tenebras Lux | Ganador   |